# Sint-Lambertusbasiliek
De Sint-Lambertusbasiliek is een rooms-katholieke kerk in Hengelo in de Nederlandse provincie Overijssel.

## Geschiedenis

### De oude kerk
Vermoedelijk in de eerste helft van de 14e eeuw verrees in Hengelo een kapel bij de latere havezate Huis Hengelo, toen nog Hof te Hengelo geheten. Deze kapel was gewijd aan de heilige Lambertus van Maastricht. De kapel werd vermoedelijk rond 1500 vervangen door een stenen kerk, die begin 17e eeuw overging in protestantse handen. De katholieken gingen vanaf dat moment naar de schuurkerk bij erve Roesink bij Delden en de schuurkerk bij het erve Hermelink in Woolde.

### De kerk van 1786
In 1795 werd de bouw van een nieuwe schuurkerk wat dichter bij Hengelo toegestaan, in de Weemengaarde bij Hengelo.  Na enige vertraging kwam de kerk in 1786 gereed. De kerk werd tweemaal uitgebreid; in 1832-35 en 1849-50. Door de komst van de industrie nam de bevolking van het dorp toe, zodat men in 1887 besloot tot de bouw van een nieuwe kerk.

### De huidige basiliek

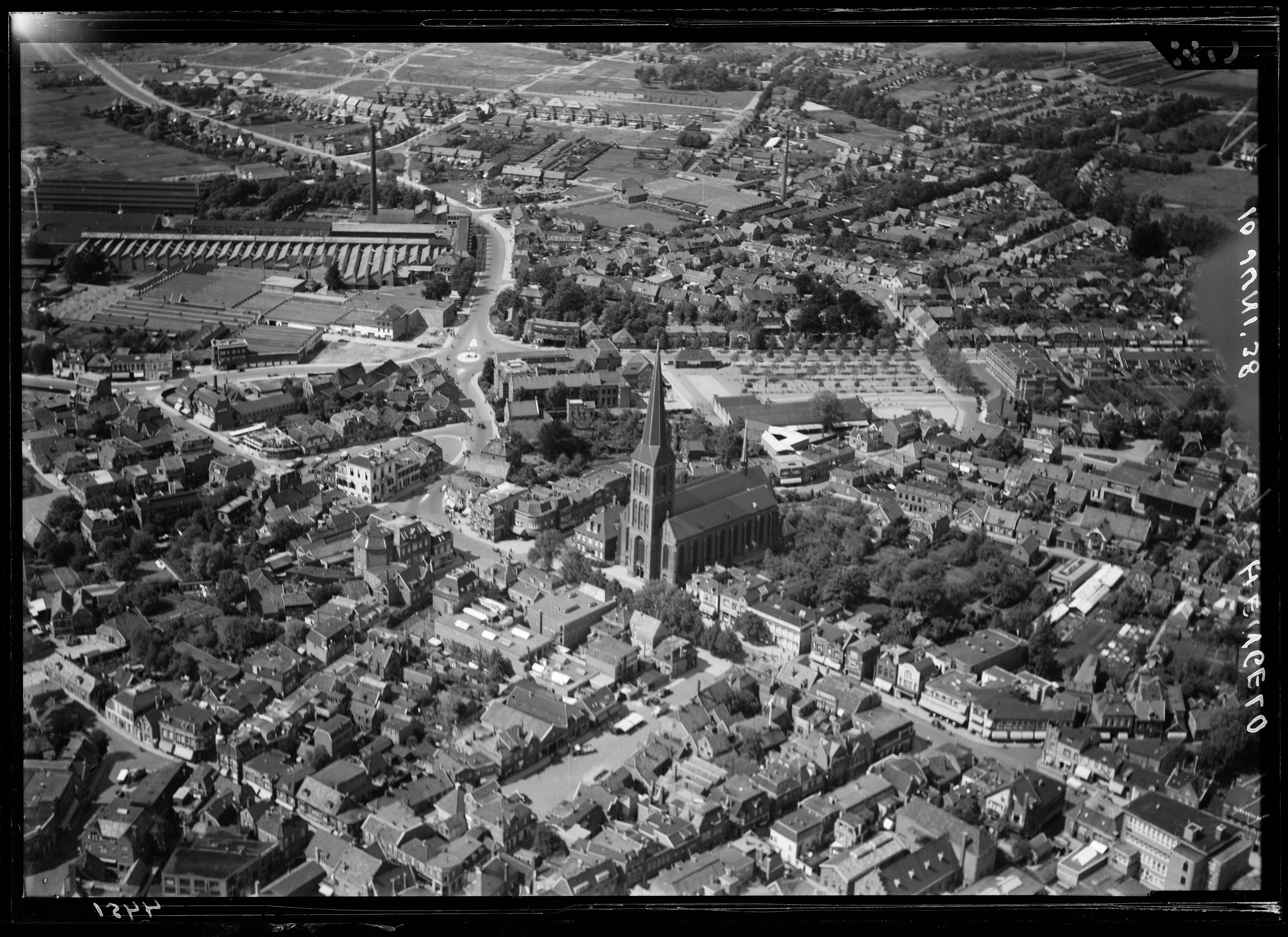
Luchtfoto van de Sint-Lambertusbasiliek en omgeving (1920-1940)

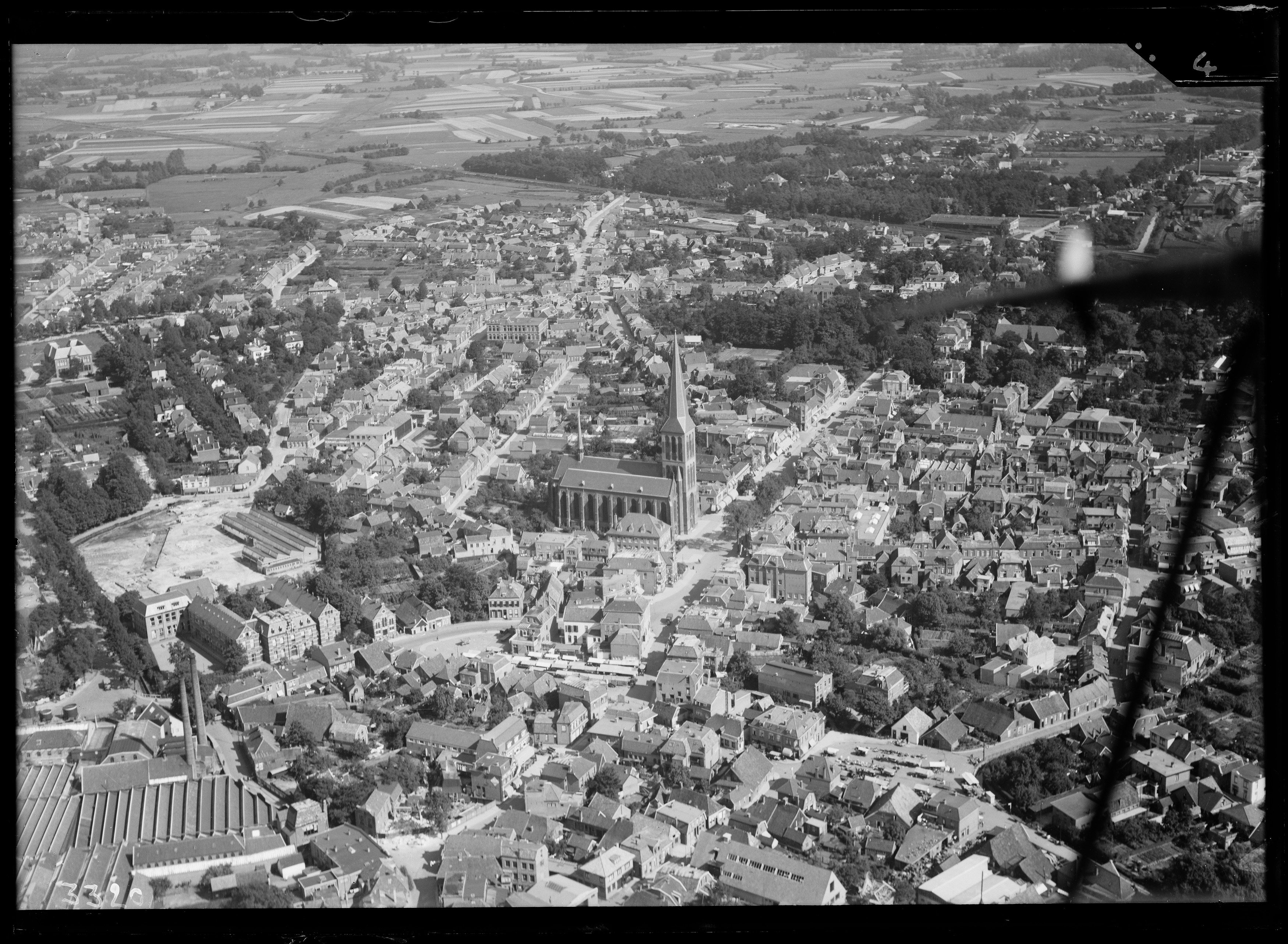
Luchtfoto van de Sint-Lambertusbasiliek (1920-1940)

Pastoor Gerardus Beernink (1875-1906) was bouwpastoor van de nieuwe kerk. Als architect werd Gerard te Riele uit Deventer aangetrokken. Deze bouwde ook een noodkerk in de tuin van de pastorie, die van 1888 tot 1890 gebruikt werd tot de eigenlijke kerk in gebruik kon worden genomen. De kerk is gebouwd in neogotische stijl en werd in de loop van de jaren voorzien van typisch neogotische elementen, zoals beeldhouwwerk van het atelier van Mengelberg. De toren is 79,2 meter hoog en staat daarmee op de vijfentwintigste plek in Nederland.
Bij de bombardementen op Hengelo tijdens de Tweede Wereldoorlog bleef de Lambertuskerk grotendeels gespaard, terwijl de binnenstad grotendeels door de geallieerde bommen werd vernield. De restauratie van het kerkgebouw duurde van 1948 tot 1951.
In 1997 werd de Stichting Restauratie Sint Lambertuskerk opgericht en in februari 2015 vond weer een restauratie plaatsː de verankering van de spits werd verstevigd, de toren kreeg nieuwe muurankers en de gehele voorgevel werd opnieuw gevoegd. Van 12 t/m 20 september 2015 werd het 125-jarig jubileum van de Lambertus gevierd.

### Interieur
In 1907 werd er door de Firma Gradussen uit Winssen een orgel geplaatst dat in 1948–1949 door een electro-pneumatisch orgel van de firma Vermeulen uit Alkmaar vervangen werd. Het orgel 45 registers en 2800 pijpen. In 2008 werd het orgel gerestaureerd en uitgebreid. Organist is Louis ten Vregelaar. 
In 1988 werd de Mariakapel ingericht.

### Rijksmonument en basiliek
In 1974 werd de kerk uitgeroepen tot Rijksmonument. In 1998 werd zij door paus Johannes Paulus II verheven tot basiliek. Op 4 september dat jaar kreeg de basiliek een wapen verleend met daarin opgenomen het Wapen van Hengelo. In 2002 werd de kerk opnieuw gerestaureerd waarbij oorspronkelijke neogotische elementen terugkeerden.
Sint-Georgiusbasiliek (Almelo) · Co-kathedrale basiliek van de Heilige Nicolaas (Amsterdam) · Sint-Franciscusbasiliek (Bolsward) · Sint-Petrusbasiliek (Boxmeer) · Sint-Petrusbasiliek (Boxtel) · Sint-Janskathedraal (Den Bosch) · Sint-Calixtusbasiliek (Groenlo) · Kathedrale basiliek Sint Bavo (Haarlem) · Sint-Lambertusbasiliek (Hengelo Ov) · Sint-Willibrordusbasiliek (Hulst) · Sint-Nicolaasbasiliek (IJsselstein) · Sint-Jansbasiliek (Laren NH) · Onze-Lieve-Vrouwebasiliek (Maastricht) · Sint-Servaasbasiliek (Maastricht) · Basiliek van het H. Sacrament (Meerssen) · Sint-Petrusbasiliek (Oirschot) · Sint-Plechelmusbasiliek (Oldenzaal) · Sint-Jansbasiliek (Oosterhout NB) · Basiliek van de H.H. Agatha en Barbara (Oudenbosch) · Basiliek van de Heilige Kruisverheffing (Raalte) · Sint-Liduinabasiliek (Schiedam) · Basiliek van de H.H. Wiro, Plechelmus en Otgerus (Sint Odiliënberg)  · Basiliek van Onze-Lieve-Vrouw van het Heilig Hart (Sittard) · Sint-Amelbergabasiliek (Susteren) · Sint-Pancratiusbasiliek (Tubbergen) · Sint-Martinusbasiliek (Venlo) · Basiliek van Onze-Lieve-Vrouw-ten-Hemelopneming (Zwolle)